# Bruce Seton
Bruce Lovat Seton, född 29 maj 1909 i Shimla, Brittiska Indien, död 28 september 1969 i London, var en brittisk officer och skådespelare.

## Rollista i urval
- 1937 – Love from a Stranger
- 1948 – De fria viddernas män
- 1949 – Massor av whisky
- 1950 – Blå lyktan
- 1950 – Paul Temple och gäckande Z
- 1953 – Mogambo
- 1954 – Rånkuppen
- 1954 – Skräckens timmar
- 1960 – Sykes and a... (TV-serie)
- 1961 – Bobby Trofast
- 1961 – Gorgo